# Гепатит C
Вирусный гепати́т C — антропонозное вирусное заболевание с парентеральным и инструментальным путём заражения.
Заражение также возможно через повреждённую кожу и слизистые, наиболее опасным фактором передачи является кровь.
Часто протекает в виде посттрансфузионного гепатита с преобладанием безжелтушных форм и склонен к хронизации.
Гепатит C называют «ласковым убийцей» из-за способности маскировать истинную причину под видом множества других заболеваний. Возбудителем заболевания является вирус гепатита C.

## История

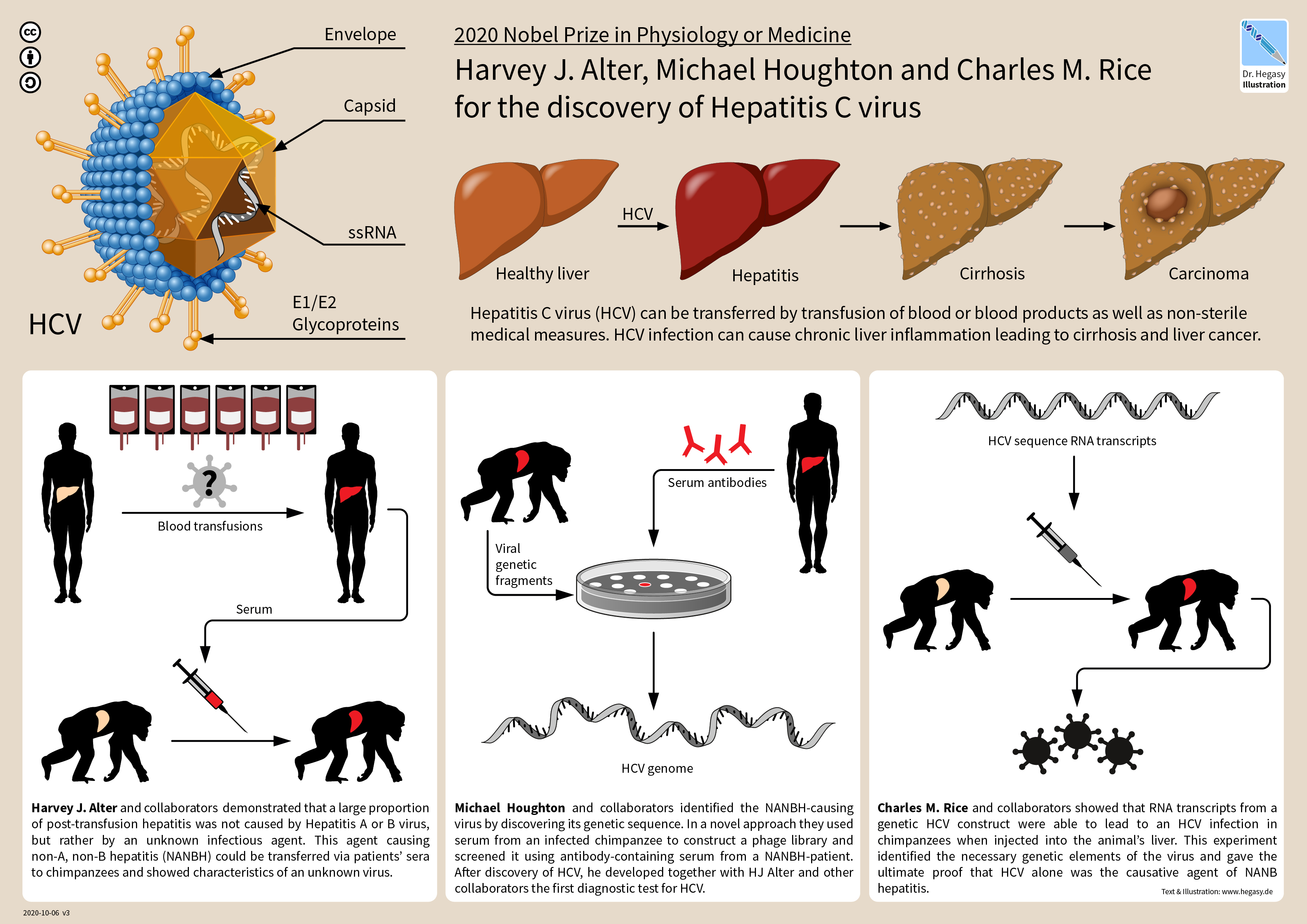
Нобелевская премия по физиологии и медицине 2020 года: эксперименты Х. Алтера, М. Хаутона и Ч. Райса, ведущие к открытию HCV как возбудителя гепатитов ни A, ни B.

После того, как в 1970-х годах были выделены возбудители гепатитов А и В, стало очевидным существование ещё нескольких вирусных гепатитов, которые стали называть гепатитами «ни A, ни B» (non-A, non-B hepatitis, или NANBH).
Решающий шаг в обнаружении инфекционного агента таких гепатитов был сделан в 1989 году, когда в крови больных была обнаружена вирусная РНК, характерная для флавивирусов.
Этот возбудитель гепатита назвали вирусом гепатита C. В 2020 году за открытие вируса гепатита C была присуждена Нобелевская премия Харви Алтеру, Майклу Хаутону и Чарльзу Райсу.

## Этиология
Парентеральный вирусный гепатит C вызывается РНК-содержащим вирусом с размером вириона 30—60 нм, относящимся к семейству Flaviviridae.
Вирусные частицы HCV имеют оболочку, содержатся в крови в следовых количествах и ассоциированы с липопротеинами низкой плотности и антителами к белкам вируса гепатита C.
Вирусы, выделенные из комплексов с липопротеинами и анти-HCV антителами, имеют диаметр 60—70 нм.
При электронно-микроскопическом изучении на поверхности вириона выявлены хорошо выраженные выступы высотой 6—8 нм.

## Эпидемиология

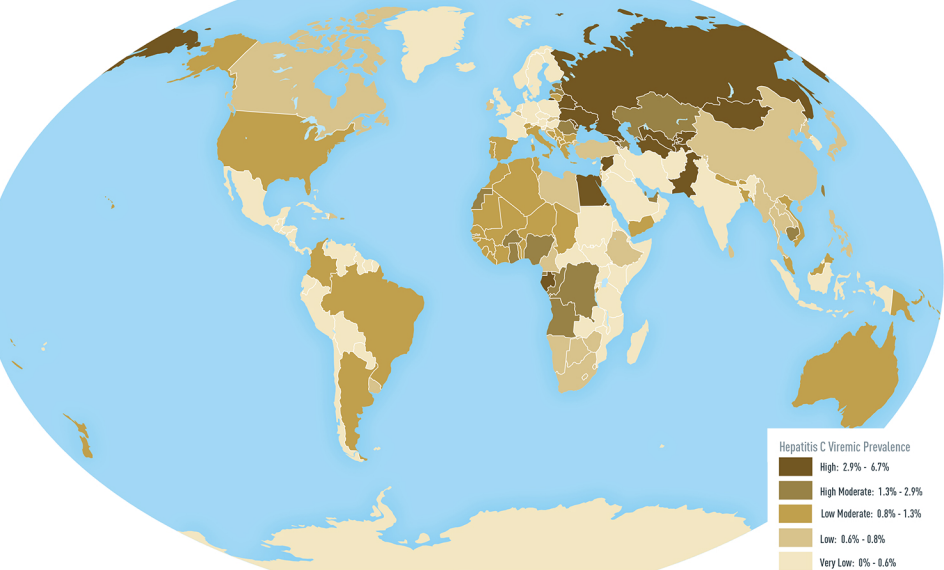
Процент людей, инфицированных гепатитом C в 2015 году

В мире около 71 миллиона человек хронически инфицированы вирусом гепатита C и подвергаются риску развития цирроза печени и/или рака печени. Ежегодно более 350 тысяч человек умирают от связанных с гепатитом C болезней печени.
Ежегодно 3—4 миллиона человек инфицируются вирусом гепатита C.
На сегодня известно 8 генотипов вируса, подразделяющихся на свыше 100 подтипов.
Источником инфекции являются больные с активным гепатитом C и латентные больные — носители вируса.
HCV-инфекция является инфекцией с парентеральным механизмом заражения — через инфицированную кровь и её компоненты.
Инфицирование возможно при парентеральных манипуляциях, в том числе в медицинских учреждениях, включая оказание стоматологических услуг, через инъекционное оборудование, при акупунктуре, пирсинге, нанесении татуировок, при оказании ряда услуг в парикмахерских.
В 20 % случаев не удаётся установить способ передачи вируса.
В 2016 году на каждого вылеченного от гепатита C во всем мире (1,6 миллиона человек) был вновь инфицирован другой человек (1,5 миллиона человек). Для ликвидации заболевания требуется увеличение охвата лечением и добровольных лицензий на выпуск дженериков. К примеру по состоянию на 2016 год, Китай и Россия, две страны с очень большими эпидемиями гепатита C, не имеют добровольной лицензии на производство дешевых аналогов необходимых препаратов. Наиболее распространен гепатит C в Восточной Европе и Средиземноморском регионе. В 2016-м году 194 правительства приняли обязательства по элиминации вирусного гепатита к 2030 году.

## Патогенез
От момента заражения до клинических проявлений (период инкубации) проходит от 2 недель до полугода. Наиболее часто клинические проявления наступают через 1,5—2 месяца.
В большинстве случаев никаких клинических проявлений болезни при первичном заражении не возникает, и человек долгие годы не подозревает, что болен, но при этом является источником инфекции.
Часто люди узнают о том, что они являются переносчиком вируса HCV, при выполнении анализа крови в ходе обычного медицинского обследования или при попытке сдать кровь в качестве донора крови.
Многие люди живут от 20 до 40 лет с вирусом HCV, не становятся серьёзно больными, у них не развивается печёночная недостаточность.
В 2012 году группа специалистов из Бирмингемского университета Великобритании обнаружила генетический материал вируса в клетках эндотелия (внутренней оболочки) стенки сосудов головного мозга.
Это объясняет проявления болезни, характерные для поражения центральной нервной системы, в частности, слабость и повышенную утомляемость.

## Клиника
Около 80 % из тех, кто подвергся воздействию вируса, приобретают хроническую инфекцию. Она определяется наличием вирусной репликации, по крайней мере на протяжении шести месяцев. В течение первых нескольких десятилетий инфекции большинство пациентов не ощущает никаких симптомов или они проявляются минимально.
Хронический гепатит C может проявляться лишь усталостью или умеренным уменьшением интеллектуальной работоспособности.
Хроническая инфекция после нескольких лет может привести к циррозу или раку печени. Показатели ферментов печени остаются в норме у 7—53 % пациентов.
Поздние рецидивы после лечения случаются, но их трудно отличить от повторного заражения.
Стеатогепатит (жировое перерождение печени) возникает примерно у половины инфицированных и, как правило, присутствует до развития цирроза. Обычно (80 % случаев), это изменение влияет менее чем на треть печени. По всему миру гепатит C является причиной 27 % случаев цирроза печени и 25 % гепатоцеллюлярной карциномы. У 10—30 % инфицированных развивается цирроз печени в течение 30 лет. Цирроз является более распространённым у инфицированных гепатитом B, Schistosoma, или ВИЧ, у алкоголиков, у лиц мужского пола. У пациентов с гепатитом C алкоголизация увеличивает риск развития цирроза в 100 раз. При развивающемся циррозе печени в 20 раз больше риск гепатоцеллюлярной карциномы. Эта трансформация происходит со скоростью 1—3 % в год.
Инфицирование гепатитом B в дополнение к гепатиту C увеличивает этот риск ещё сильнее. Цирроз печени может привести к портальной гипертензии, асциту (накопление жидкости в брюшной полости), гематомам или кровотечениям, варикозному расширению вен (особенно в желудке и пищеводе, что опасно скрытым кровотечением), желтухе, и синдрому когнитивных нарушений, известному как печеночная энцефалопатия. Асцит возникает на определённом этапе более чем в половине случаев хронической инфекции.
По данным Минздрава России, через 20—30 лет после инфицирования гепатитом C вероятность развития цирроза печени колеблется от 4 до 45 %. Прогрессирование фиброза печени имеет нелинейный характер и длится, как правило, в течение 20—40 лет от момента инфицирования. У части больных этот процесс происходит чрезвычайно медленно.
Наиболее серьёзные внепеченочные проявления хронического гепатита C — криоглобулинемический васкулит, криоглобулинемический нефрит и В-клеточная лимфома.

## Диагностика
Диагностика острого гепатита C в большинстве таких случаев должна базироваться на наличии соответствующих данных эпидемического анамнеза за 1—4 месяца до впервые выявленных признаков гепатита C — анти-ВГС, гиперферментемии, нарушении пигментного обмена.
Критерии постановки диагноза хронического гепатита C: увеличение печени и селезёнки, повышение печёночных ферментов и анти-ВГС в крови сроком не менее 6 месяцев, при исключении других хронических заболеваний печени, согласно МКБ.

## Профилактика
По состоянию на 2019 год не существует утверждённых вакцин, которые защищали бы от заражения гепатитом C.
Тем не менее, несколько вакцин находятся в стадии разработки и некоторые из них показали обнадёживающие результаты.
Сочетание стратегий снижения вреда, таких как предоставление новых игл и шприцев, а также лечения от злоупотребления психоактивными веществами, снижает риск заражения гепатитом C у потребителей инъекционных наркотиков примерно на 75 %.
Важны скрининг доноров крови и соблюдение универсальных мер предосторожности в медицинских учреждениях.
В тех странах, в которых снабжение стерильными шприцами недостаточно, лекарства следует по возможности назначать в пероральных формах (таблетки, капсулы и т. д.), а не в инъекционных.

## Лечение

### Здоровый образ жизни
По крайней мере 20 % переболевших острым гепатитом C спонтанно самоизлечиваются.
Этому способствуют генетическая предрасположенность (полиморфизм гена интерферон-λ IL28B C/C), полноценный отдых, обильное питьё и здоровое питание.

### Медикаментозное
До 2011 года во всём мире в лечении гепатита C использовались комбинации интерферонов и рибавирина сроком от 12 до 72 недель, в зависимости от генотипа HCV. В 2013 году комбинация интерферона альфа-2а или альфа-2б и рибавирина была включена в примерный перечень лекарственных средств ВОЗ как единственное коммерчески доступное средство для лечения гепатита C. Этим методом добивались ремиссии вируса замедляя его действие на организм но не убирало осложнений вызванных наличием вируса в организме пациентов по генотипу 2 и 3 и от 45 до 70 % для генотипов 1 и 4.
Присутствуют побочные эффекты препаратов: половина пациентов жаловалась на гриппоподобные симптомы, а треть испытывала эмоциональные проблемы.
В настоящее время всем пациентам с хроническим гепатитом C, которые не подвергаются высокому риску смерти от других причин, рекомендуется безинтерфероновая терапия противовирусными препаратами прямого действия (ПППД), сроком от 8 до 24 недель.
Пациенты с высоким риском осложнений (оценивается по степени повреждения печени) должны рассматриваться в первую очередь.
На данный момент в безинтерфероновых схемах ПВТ используются ингибиторы репликации трёх неструктурных белков ВГС: протеазы NS3/4A, интерферон-резистентного протеина NS5A, полимеразы NS5B.
Рекомендуется всем пациентам с дезинтоксикационной целью назначение адсорбирующих кишечных препаратов.

#### Противовирусные препараты прямого действия
ПППД, применяемые для терапии гепатита C, в зависимости от широты охвата генотипов вируса, барьера резистентности и профиля безопасности подразделяются на поколения. Как правило, к первому поколению ПППД относят ингибиторы с низким барьером резистентности, активные, главным образом, против генотипа 1, труднее всего поддающегося «классической» терапии интерферонами и рибавирином.
FDA — препараты, прошедшие регистрацию в американской FDA.

##### Нуклеот(з)идные ингибиторы
Старейший класс противовирусных препаратов прямого действия
- софосбувирFDA

Пангенотипичный нуклеотидный ингибитор полимеразы NS5B софосбувир имеет высокий порог резистентности и желателен к применению во всех режимах ПВТ, если отсутствуют индивидуальные противопоказания к самому препарату.

##### Ингибиторы протеазы NS3
Старейший класс препаратов прямого действия против вируса гепатита C
I волны I поколения
- боцепревир[англ.]FDA
- телапревирFDA

В настоящее время данные препараты удалены из актуальных европейских и американских медицинских рекомендаций ввиду высокой токсичности, низкой эффективности и короткого периода полувыведения, требующего приёма несколько раз в сутки.
II волны I поколения
- асунапревир
- нарлапревир (для стабилизации концентрации в крови принимается с фармакокинетическим усилителем ритонавир)
- паритапревирFDA (для стабилизации концентрации в крови выполнен в одной таблетке с фармакокинетическим усилителем ритонавир)
- симепревир[англ.]FDA

II поколения
Пангенотипичные препараты, с улучшенным профилем безопасности и межлекарственных взаимодействий
- воксилапревир[англ.]FDA
- глекапревирFDA
- гразопревир*FDA

*Для оптимальной активности гразопревира в отношении генотипа 3 требуется удвоение его суточной дозировки со 100 мг до 200 мг, что не одобрено FDA ввиду недопустимого возрастания гепатотоксичности препарата.

##### Ингибиторы интерферон-резистентного белка NS5A
I волны I поколения
- даклатасвирFDA
- ледипасвирFDA
- омбитасвирFDA
- элбасвир[англ.]FDA

II волны I поколения
- велпатасвирFDA

II поколения
- пибрентасвирFDA

##### Ненуклеозидные ингибиторы
- беклабувир[англ.]
- дасабувирFDA

Ненуклеозидные ингибиторы полимеразы NS5B нынешнего поколения не обладают пангенотипичностью и имеют низкую вирусологическую активность.

##### Зарегистрированные препараты
ПППД встречаются как в моноформах, так и предлагаются в виде комбинированных препаратов, часто представляющих собой готовую схему ПВТ.
- В моноформе зарегистрированы:
  - 14 мая 2011 г. — боцепревир (VictrelisFDA)[35]
  - 23 мая 2011 г. — телапревир (IncivoFDA)[36]
  - 24 ноября 2013 г. — симепревир (СовриадГРЛС)[37]
  - 6 декабря 2013 г. — софосбувир (СовальдиГРЛС)[38]
  - 15 января 2015 г. — дасабувир (Exviera)[39]
  - 3 июня 2015 г. — асунапревир (СунвепраГРЛС)[40]
  - 24 июля 2015 г. — даклатасвир (ДаклинзаГРЛС)[41]
  - 27 мая 2016 г. — нарлапревир (АрлансаГРЛС)[42]
- Комбинированные препараты:
  - 10 октября 2014 г. — софосбувир/ледипасвир[англ.] (HarvoniFDA)[43]
  - 19 декабря 2014 г. — дасабувир+омбитасвир/паритапревир/ритонавир (Викейра ПакГРЛС)[44]
  - 2015 г. — софосбувир/даклатасвир (Darvoni*),
  - 24 июля 2015 г. — омбитасвир/паритапревир/ритонавир[англ.] (TechnivieFDA, ViekiraX)[45]
  - 28 января 2016 г. — гразопревир/элбасвир[англ.] (ЗепатирГРЛС)[46]
  - 28 июня 2016 г. — софосбувир/велпатасвир (ЭпклюзаГРЛС)[47]
  - 25 июля 2016 г. — дасабувир/омбитасвир/паритапревир/ритонавир (Viekira XRFDA)[48]
  - 19 декабря 2016 г. — беклабувир/даклатасвир/асунапревир (XimencyЯпония)[49]
  - 18 июля 2017 г. — софосбувир/велпатасвир/воксилапревир (VoseviFDA)[50]
  - 3 августа 2017 г. — глекапревир/пибрентасвир[англ.] (МавиретГРЛС)[51]

*Darvoni — дженерик производства компании Beacon Pharmaceuticals (Бангладеш), не имеющий лицензии от владельцев прав на Sovaldi и Daklinza
Рекомендуемое лечение зависит от генотипа вируса, стадии заболевания (острый или хронический гепатит), степени поражения печени, лекарственной устойчивости вирусного штамма и состояния иммунитета.
При определении генотипа вируса возможны «подводные камни». Так, согласно исследованиям ЦНИИ Эпидемиологии Роспотребнадзора, в российских медлабораториях почти в 4 % случаев генотип вируса определяется неверно, а в 40 % проб с генотипом 2 за данным генотипом скрывается рекомбинант 2k/1b; согласно данным итальянских учёных, в 57,1 % случаев неответа на безинтерфероновую терапию у пациента обнаруживался не тот генотип, что диагностировался до проведения лечения узконаправленной на конкретный генотип схемой — подобное возможно как вследствие изначально ошибочной диагностики генотипа, так и в случае коинфекции несколькими генотипами вируса, часть из которых до терапии находилась в латентной форме.
Определение лекарственной устойчивости штамма вируса гепатита C ограниченно доступно.
По вышеизложенным причинам ПВТ целесообразнее проводить схемами с доказанной пангенотипичной активностью и как можно более высоким барьером к резистентности.

#### Острый вирусный гепатит C (ОВГС)
Лечение в течение первых шести месяцев является более эффективным, чем когда гепатит C переходит в хроническую форму.
- до 8 недель глекапревир/пибрентасвир[55] или 8 недель софосбувир/велпатасвир или 8 недель софосбувир и даклатасвир[56]

#### Хронический вирусный гепатит C (ХВГС)
У пациентов без цирроза печени и с компенсированным циррозом печени
- 8 недель глекапревир/пибрентасвир[57] и софосбувир или 12 недель софосбувир/велпатасвир/воксилапревир[58][59]

У пациентов с декомпенсированным циррозом печени
- 12 недель софосбувир/велпатасвир и рибавирин

Применение у лиц с декомпенсированным циррозом ингибиторов репликации протеазы не одобрено ввиду их высокой гепатотоксичности.
У пациентов с тяжёлой почечной недостаточностью (СКФ<30 мл/мин/1,73 м2)
- без цирроза печени: 8 недель глекапревир/пибрентасвир[57]
- с компенсированным циррозом печени: 12 недель глекапревир/пибрентасвир[57]

Применение софосбувира у лиц с тяжёлой почечной недостаточностью не рекомендовано ввиду его высокой нефротоксичности; максимально возможная дозировка рибавирина из-за той же нефротоксичности ограничена 200 мг/сутки.
У пациентов со множественной лекарственной резистентностью
- 12-16 недель* глекапревир/пибрентасвир и софосбувир[60]

*Оптимальная длительность курса перелечивания зависит от предшествующего неудачного опыта терапии и прочих факторов, способных повлиять на успех терапии.
Пангенотипичная безинтерфероновая схема лечения софосбувир/велпатасвир{\displaystyle \pm }воксилапревир{\displaystyle \pm }рибавирин в зависимости от степени поражения печени и генотипа вируса эффективна до 99 % случаев.
Тем не менее, существует схема ПВТ с ещё более высоким порогом к резистентности, в большинстве случаев позволяющая сократить курс терапии с 12 до 8 недель или даже ещё больше: глекапревир/пибрентасвир+софосбувир — она же терапия «последней надежды», для рецидивистов после неудачного лечения схемами прошлых поколений, в том числе соф/вел/воксом. Двойная схема глекапревир/пибрентасвир (гле/пиб), без софосбувира, относится к схемам ПВТ «первой линии», позволяя излечивать ранее не проходивших лечение больных хроническим гепатитом C без цирроза от всех генотипов вируса за 8 недель, однако по генотипу 3 эффективность всех существующих двойных схем неоптимальна: гле/пиб без софа целесообразнее применять только при медицинских противопоказаниях к софосбувиру.
Как бы то ни было, в рекомендациях Американской и Европейской ассоциаций исследований поражений печени (AASLD21.09.2017, EASL2016, EASL2018), ВОЗ2018 и прочих авторитетных медсообществ имеются и другие схемы с высокой эффективностью в одобренных для них режимах терапии.

#### Лечение при беременности и лактации
«Классическая терапия» интерферонами и рибавирином была строго противопоказана при беременности ввиду тератогенности рибавирина. В период приёма рибавирина и 6 месяцев после него должны предохраняться как принимающая рибавирин женщина, так и принимающий рибавирин мужчина.
В настоящее время, с переходом от классической терапии к безинтерфероновой ситуация несколько изменилась и выглядит следующим образом. Несмотря на то, что ни один из ПППД не проходил тестирование на тератогенность на людях, все ПППД проходили тестирование на тератогенность на животных.
Тератогенные ПППД:
- боцепревир, нарлапревир, симепревир, телапревир

ПППД, показавшие безопасность для плода в исследованиях на животных:
- софосбувир; велпатасвир, даклатасвир, ледипасвир, омбитасвир, пибрентасвир, элбасвир; асунапревир, воксилапревир, глекапревир, гразопревир, паритапревир; беклабувир, дасабувир

ПППД, показавшие безопасность для плода в исследованиях на животных, не имеют абсолютных противопоказаний к беременности. Тем не менее, во время противовирусной терапии желательно, по возможности, избегать беременности. Также во время терапии нежелательно кормление грудью.

#### Доступность медикаментозного лечения
На 2017 г. экспертной группой по вопросам вирусных гепатитов Минздрава России были разработаны новые «Рекомендации по диагностике и лечению взрослых больных гепатитом C». Ввиду отсутствия регистрации в РФ некоторых новых препаратов и новых способов применения уже одобренных лекарств, данные рекомендации не столь актуальны, как рекомендации Американской и Европейской ассоциаций исследований поражений печени (AASLD и EASL) за 2016 г.
Стоимость лечения гепатита C в США может доходить до 70 тыс. долларов за курс. Дженерики противовирусных препаратов по условиям патента Gilead могут производить индийские компании Zydus Cadila, Hetero, Mylan и другие для продажи в странах с невысокими доходами населения. Стоимость курса там составляет порядка 500—1000 долларов. Россия в этот список не входит. В лечении применяются как импортные препараты, так и их российские аналоги.
В большинстве регионов России лечение гепатита C не покрывается ОМС и осуществляется за счёт региональных программ. Отмечены факты самостоятельной покупки больными лекарств за рубежом или через курьера и самостоятельного лечения. Город Москва сейчас ежегодно тратит до двух миллиардов рублей на лечение людей, больных гепатитом C, пролечивая до полутора тысяч пациентов в год. При том, что в Москве только официально зарегистрировано 70 000 человек с хроническим гепатитом C, следовательно, чтобы пролечить их всех, потребуется 70 лет. Кроме того, по оценкам специалистов, за потраченные 2 млрд рублей можно было бы пролечить вчетверо больше пациентов, чем пролечивают сейчас.

### Хирургическое вмешательство
Цирроз из-за гепатита C является распространённой причиной для трансплантации печени, но трансплантация печени не является сама по себе лечением ВГС: реинфекция развивается после трансплантации в 98-100 % случаев, при этом в 25-45 % случаев имеются проявления острого гепатита B трансплантате, а в 8-30 % реинфицирование приводит в сроки от 3 до 5 лет к циррозу трансплантата.
По этим причинам элиминацию вируса желательно провести противовирусными препаратами прямого действия ещё до предстоящей пересадки: в некоторых случаях это позволяет даже отложить саму пересадку печени.
Также возможно применение стандартного курса противовирусных препаратов прямого действия и после трансплантации: противовирусные препараты прямого действия совместимы с применяющимися после трансплантации иммунодепрессантами.

## Прогноз
Современные методы лечения позволяют полностью излечить заболевание.

## Общество, социальный аспект
Гепатит C относится к социально значимым заболеваниям не только в связи с широкой распространённостью, но и с особым отношением к этому заболеванию в обществе. Недостаточная информированность как пациентов, так и социума в целом, низкий уровень медицинского знания в обществе приводят к особой стигматизации и социальной изоляции пациентов. Все вышесказанное может привести к ограничениям в трудоустройстве, пристрастному отношению в обществе, семейным конфликтам, нарушению социальной адаптации и психологическим стрессам.
К этому необходимо добавить то, что современное эффективное лечение гепатита C остаётся недоступным для основной массы населения России из-за высокой стоимости противовирусных препаратов. Средневзвешенные цены на терапию безинтерфероновыми схемами варьируются от 300 тысяч до миллиона рублей за стандартный курс лечения.
К сожалению, целостная государственная стратегия в этом плане отсутствует. Частично, вышеуказанные вопросы решаются путём различного вида медицинской пропаганды (популярная медицинская литература, школы пациентов и т. п.), создания пациентских организаций, разработкой интернет ресурсов, формированием специализированных групп в социальных сетях, нацеленных на расширение доступности лечения, повышение медицинской грамотности больных гепатитом C и окружающего их социума.
С 2008 года каждый год 28 июля (с 2011 года) под эгидой Международного альянса по борьбе с гепатитом проводится Всемирный день борьбы с гепатитом (англ. World Hepatitis Day).

## Новые препараты
Несмотря на то, что комбинированный препарат Mavyret компании AbbVie Inc., состоящий из ингибиторов вирусных белков NS3 и NS5A второго поколения глекапревир/пибрентасвир, прошёл регистрацию US FDA 3 августа 2017 г., а в Минздраве РФ Мавирет зарегистрирован 13 апреля 2018 г. (официально появился в российских аптеках 1 сентября 2018 г.), заключительная, третья фаза клинических исследований отдельных режимов на основе Maviret всё ещё продолжается.
В частности, устанавливается оптимальная длительность терапии глекапревир/пибрентасвиром острого гепатита C, а в качестве терапии «последней надежды», для лиц со множественной лекарственной резистентностью, исследуется сочетание глекапревир/пибрентасвира и софосбувира.
I—II фазу клинических исследований проходят первые пангенотипичные представители класса ненуклеозидных ингибиторов NS5B-полимеразы GSK2878175 (как таблетированная форма, так и инъекционная форма пролонгированного действия) и CC-31244, а также нуклеотидный ингибитор полимеразы NS5B второго поколения AT-527, преодолевающий основные вирусные мутации резистентности на софосбувир. Все вышеперечисленные экспериментальные препараты потенциально могут быть использованы в комбинированной терапии как с ПППД других классов, так и с противовирусными препаратами непрямого действия.